# عادل نعمة
عادل نعمة (مواليد 26 فبراير 1970) هو مدرب ولاعب كرة قدم عراقي دولي سابق. لعب كمدافع، ويدرب حالياً نادي الصناعات الكهربائية.